# الیراس
الیراس (به فرانسوی: Alleyras) یک کمون در فرانسه است که در Canton of Cayres واقع شده‌است.

## خصوصیات
الیراس ۲۴٫۸۶ کیلومترمربع مساحت و ۱۷۳ نفر جمعیت دارد و ۱٬۰۹۵ متر بالاتر از سطح دریا واقع شده‌است.